# Australocyclops
Australocyclops – rodzaj widłonogów z rodziny Cyclopidae. Nazwa naukowa tego rodzaju skorupiaków została opublikowana w 1985 przez australijskiego hydrobiologa Davida W. Mortona.

## Podział systematyczny
Do rodzaju należą następujące gatunki:
- Australocyclops australis (Sars G.O., 1896)
- Australocyclops palustrium Morton, 1985
- Australocyclops similis Morton, 1985